# Вајт Сити (Илиноис)
Вајт Сити (енгл. White City) град је у америчкој савезној држави Илиноис.

## Демографија
По попису из 2010. године број становника је 232, што је 11 (5,0%) становника више него 2000. године.
| Група             | 2000.       | 2010.       |
| Белци             | 217 (98,2%) | 230 (99,1%) |
| Афроамериканци    | 0 (0,0%)    | 0 (0,0%)    |
| Азијати           | 0 (0,0%)    | 1 (0,4%)    |
| Хиспаноамериканци | 1 (0,5%)    | 1 (0,4%)    |
| Укупно            | 221         | 232         |